# Kostel Nejsvětější Trojice (Liboc)
Kostel Nejsvětější Trojice je římskokatolický filiální (dříve farní) kostel v Liboci, části města Kraslice v okrese Sokolov v Karlovarském kraji.
Je situován na mírném svahu nad pravým břehem Libockého potoka poblíž jeho soutoku s Čirým potokem.

## Historie
Podnět ke stavbě kostela dal Josef Václav Sandner z Valtéřova. V závěti z 6. ledna 1844 odkázal celé své jmění a zděděný majetek sestry Rozálie na stavbu kostela s farou v Liboci. Protože zřízení duchovní správy bylo nutné projednat se světskými i duchovními orgány, byl souhlas vydán až 30. dubna 1890. Po vynětí obcí Liboc a Mlýnská od fary Kámen byla k nové farnosti připojena i obec Černá. 
Stavba byla zahájena 26. července 1890 a dokončena 31. října 1891. Kostel byl postaven kraslickým architektem a stavitelem Josefem Taudtem podle plánů tehdejšího c. k. místodržitelství v Praze. K vysvěcení došlo 20. srpna 1892 kardinálem Františkem Schönbornem. Vysvěcení zvonů se konalo 1. října roku 1922. Vedle kostela byla postavena i fara, jejíž patronkou byla baronka Františka Kopalová z Hřebenů. Na opačné straně kostela byl zřízen hřbitov. Dne 13. září 1925 byl u hřbitova v blízkosti kostela odhalen pomník obětem první světové války, jehož autorem byl místní rodák Wilhelm Gareis.
Po druhé světové válce a odsunu německého obyvatelstva obec Liboc téměř zanikla, kostel neplnil svou funkci a chátral. K jeho renovaci došlo po roce 1990 zásluhou finanční pomoci odsunutých německých rodáků. V roce 2001 byla na jižní stěnu kostela upevněna pamětní deska jako upomínka na zesnulé z Liboce, Mlýnské a Černé. Bývalí obyvatelé rovněž pietně upravili hřbitov u kostela.

## Stavební podoba
Kostel je orientovaná, novogotická jednolodní stavba s pravoúhlým presbytářem a hranolovou věží při západním průčelí. Věž je zakončena hrotitou špicí. Střecha kostela je sedlová. V lodi i presbytáři jsou vysoká gotizující okna. Loď je plochostropá, presbytář zaklenutý křížovou žebrovou klenbou, triumfální oblouk lomený. Dřevěná kruchta je nesena jednoduchými sloupy. Zařízení kostela je rovněž pseudogotické a pochází z doby vzniku kostela.